# Bzenec
Bzenec (németül: Bisenz) település Csehországban, Hodoníni járásban. Bzenec Těmice, Strážnice, Moravský Písek, Vracov, Vnorovy, Veselí nad Moravou és Domanín településekkel határos. Lakosainak száma 4584 fő (2024. január 1.).

## Népesség
A település lakosságának változását az alábbi diagram mutatja:
| Lakosok száma | 3874 | 4271 | 4320 | 4291 | 4079 | 4251 | 4288 | 4361 | 4294 | 4584 |
|               | 1869 | 1900 | 1921 | 1961 | 1980 | 2011 | 2016 | 2019 | 2021 | 2024 |

## Híres személyek
- Buzzi Bódog (Felix Buzzi, 1829–1875) olasz származású építőmester